# 卢沟桥街道
卢沟桥街道，即原卢沟桥地区（卢沟桥乡），是中华人民共和国北京市丰台区下辖的一个乡镇级行政单位，行政区划代码110106017。

## 历史沿革
1953年5月31日，北京市人民政府颁布《北京市郊区划乡方案》，设立芦沟桥乡。1958年改设卢沟桥人民公社（中罗友好人民公社）。1960年11月，将芦沟桥乡、小屯乡、岳各庄乡等合设芦沟桥乡。1968年5月，撤销乡建置，设立卢沟桥街道办事处。1984年3月，撤销公社建置，设立卢沟桥农村办事处。1987年1月撤销卢沟桥农村办事处及其所辖小屯、卢沟桥、张仪村、郭庄子、大瓦窑、大井、郑常庄、小瓦窑、靛厂、岳各庄、周庄子、小井、六里桥、西局、东管头、万泉寺、菜户营、三路居、太平桥、马连道的20个乡，设立卢沟桥乡。
1989年7月，辖区内设立太平桥街道。1990年7月，辖区内设立宛平城地区，同年10月，辖区内丰台镇街道更名为丰台街道。。2010年，卢沟桥乡加挂地区办事处牌子，实行“一套人马，两块牌子”。辖区范围与原卢沟橋街道、太平桥街道、丰台街道、宛平城地区（不含原老庄子乡辖区）重合。
2020年12月，根据北京市民政局《关于同意丰台区部分行政区划变更的批复》（京民划函〔2020〕189号），撤销卢沟桥乡（地区办事处），设立新的卢沟桥街道办事处。设立五里店街道、青塔街道，变更六里桥街道、宛平街道辖区范围后，以原卢沟桥乡其余区域为辖区范围，具体辖区范围为：东至小屯路、小屯村北边界、青塔西路、万绿园小区南侧、岳各庄村南边界、京港澳高速、西三环南路，南至卢沟桥路、京港澳高速，西至丰沙铁路，北至丰台区与石景山区界线。卢沟桥街道办事处驻双林东路5号院4号楼。

## 行政区划
卢沟桥街道下辖以下地区：
同馨家园社区、小瓦窑西里社区、小屯社区、大瓦窑社区、假日万恒社区、美域家园社区、建邦枫景社区、丰泽家园社区、假日风景社区、康馨家园北区社区、康馨家园南区社区、大井村、小屯村、小瓦窑村、张仪村、郭庄子村、大瓦窑村。